# 興化寺
興化寺（こうけじ）は、富山県射水市にあった臨済宗法燈派の寺院。山号は黄龍山（こうりゅうざん）。本尊は不明。

## 歴史
14世紀に恭翁運良が放生津で開いた。運良がこの地に巡錫したとき「十文字河で遊ぼう」と子どもたちが話している様子を見て、師匠である無本覚心が与えた「十に遭わばすなわち止まれ」という言葉を思い出し、寺院を開いたという。永享9年（1437年）以前、越中国唯一の十刹に列した。
確認される最後の住持は林等禅師で、永禄12年（1569年）に入寺した。その後、外護者である越中国守護代神保氏の没落や地震により廃寺となったと見られる。
旧地は十文字川の流路跡や中世石造物の出土状況から判断して現在の射水市新湊中央文化会館敷地が比定されている。開山塔所である大光寺の跡は、同会館の北東200mの地に「来光寺跡」として残されている。兜卒尼寺と呼ばれる尼寺も付属していた。

## 遺跡
- 富山県射水市三日曽根3－23
- 万葉線新湊港線 新町口駅から徒歩約3分

## 周辺
- 放生津城
- 放生津八幡宮